# Nyköping
Nyköping este un oraș în Suedia.

## Demografie
| \| Evoluția demografică a zonei urbane Nyköping, 1970–2015 \| Evoluția demografică a zonei urbane Nyköping, 1970–2015 \| Evoluția demografică a zonei urbane Nyköping, 1970–2015 \| Evoluția demografică a zonei urbane Nyköping, 1970–2015 \| Evoluția demografică a zonei urbane Nyköping, 1970–2015 \| \| --------------------------------------------------------------------------------------- \| ------------------------------------------------------- \| ------------------------------------------------------- \| ------------------------------------------------------- \| ------------------------------------------------------- \| \| An \| \| \| Locuitori \| \| \| 1970 \| 1970 \| \| 30.943 \| 30.943 \| \| 1975 \| 1975 \| \| 30.352 \| 30.352 \| \| 1980 \| 1980 \| \| 28.046 \| 28.046 \| \| 1990 \| 1990 \| \| 26.384 \| 26.384 \| \| 1995 \| 1995 \| \| 26.869 \| 26.869 \| \| 2000 \| 2000 \| \| 27.164 \| 27.164 \| \| 2005 \| 2005 \| \| 27.720 \| 27.720 \| \| 2010 \| 2010 \| \| 29.891 \| 29.891 \| \| 2015 \| 2015 \| \| 32.224 \| 32.224 \| \| Sursa: SCB - Statistika Centralbyrån, Folkmängden per tätort. Vart femte år 1960 - 2016 \| \| \| \| \| |      |  |           |        |
| Evoluția demografică a zonei urbane Nyköping, 1970–2015 |      |  |           |        |
| An |      |  | Locuitori |        |
| 1970 | 1970 |  | 30.943    | 30.943 |
| 1975 | 1975 |  | 30.352    | 30.352 |
| 1980 | 1980 |  | 28.046    | 28.046 |
| 1990 | 1990 |  | 26.384    | 26.384 |
| 1995 | 1995 |  | 26.869    | 26.869 |
| 2000 | 2000 |  | 27.164    | 27.164 |
| 2005 | 2005 |  | 27.720    | 27.720 |
| 2010 | 2010 |  | 29.891    | 29.891 |
| 2015 | 2015 |  | 32.224    | 32.224 |
| Sursa: SCB - Statistika Centralbyrån, Folkmängden per tätort. Vart femte år 1960 - 2016 |      |  |           |        |